# Hiester Clymer
Pour les articles homonymes, voir Clymer.
Hiester Clymer (1827-1884) est un homme politique américain de l'État de Pennsylvanie. Il est membre de la dynastie politique de la famille Hiester et était le neveu de William Muhlenberg Hiester et le cousin de Isaac Ellmaker Hiester.

## Biographie
Clymer est né à Morgantown, dans le comté de Berks en Pennsylvanie le 3 novembre 1827. Il étudie le droit à l’Université de Princeton et est promu au barreau en 1849. Clymer exerce dans le comté de Berks et le comté de Schuylkill.
Il est délégué à la Convention nationale du Parti démocrate en 1860 et 1868. Il est élu au Sénat de l’État de Pennsylvanie de 1860 à 1868. Il concourt sans succès au poste de gouverneur de Pennsylvanie entre 1866 et 1867 avec une politique de Suprématie blanche, perdant face à John W. Geary.
Il est élu à la Chambre des représentants des États-Unis en 1872 et exerce du 4 mars 1873 au 3 mars 1881. 
Il est mort à Reading (Pennsylvanie) le 12 juin 1884.

## Source
- (en) « Hiester Clymer », sur Biographical Directory of the United States Congress